# الإعداد (فلم)
الإعداد (بالإنجليزية: Setup) فيلم سرقة إثارة أمريكي من إخراج مايك غونثر و تأليف مايك غونثر ، مايك بيرمان. و بطولة بروس ويليس ، ريان فيليب.

## ملخص قصة
في ديترويت ، يخطط ثلاثة أصدقاء ، سوني وديف و فنسنت ، لسرقة تفصيلية بقيمة 5 ملايين دولار من الماس. تتحول خططهم قاتلة عندما يخون فنسنت الآخرين ، ويطلق النار على سوني وديف (الذين يموتون على الفور). تمكن سوني من البقاء على قيد الحياة والسعي للانتقام من خلال التعاون مع أخطر رئيس عصابة في البلدة لاسترداد الأموال من السرقة.

## روابط خارجية
مقالات تستعمل روابط فنية بلا صلة مع ويكي بيانات